# Ragnar Uddenberg
Ragnar Fredrik Uddenberg, född 31 mars 1910 i Varberg, död 2 september 2002 i Göteborg, var en svensk direktör.  Han var son till Erik Uddenberg.
Efter juris kandidatexamen i Lund 1934 och tings- och hovrättstjänstgöring blev Uddenberg 1939 e.o. notarie i Göteborgs rådhusrätt. Han anställdes 1943 (t.f. 1939) som sekreterare i Göteborgs handelskammare och utsågs 1947 till dess verkställande direktör och chef. Han var 1940–1976 sekreterare i handels- och sjöfartsnämnden i Göteborg och 1942–1981 i Sveriges transmarina transportförbund i Göteborg.
Uddenberg var i många är chef för länsstyrelsens sektion för ekonomisk försvarsberedskap och sekreterare och kassaförvaltare i Röhsska konstslöjdsmuseets vänner. Från 1948 var han styrelseledamot i stiftelsen Göteborgs stadsteater och sedan 1958 i Göteborgs sparbank.
Han var gift med advokaten Eva Uddenberg, född Silfversparre (1912-2003).